# 日方江城
日方江城（ひかたえじょう）は、富山県富山市日方江に在った日本の城。

## 規模
浜街道に程近い地に築かれた平城。西に約400mの至近には越中国大村城が在り、その出城としての役目を負っていた時期もあった様である。城域は南北約80m、東西約70m。単郭とみられ、城館といった趣か。周囲を土塁で囲み、その外側には空堀を設けていた。

## 歴史
正確な築城年代は不明。江上重左衛門が拠っていたとも云い、大村城の城主轡田氏が家老を入れて守らせていたとも云う。江上氏についてはよく判っていないが、富山県滑川市堀江に在る円照寺の由来に、寺の創建者は越中国松倉城の元家老であり、その弟が日方江に江上氏を立てたと伝わっている。年代こそ合致はしないが、松倉城に拠っていた椎名氏と何らかの繋がりを持っていた氏族であった可能性がある。天正6年（1578年）に上杉方の越中国松倉城主河田長親が大村城を攻め落とし、その後大村城が史料から見えなくなる事から、日方江城もまた城としての存在価値を失ったと云え、この時期には廃城となっていたと思われる。

## 現在
城域の殆どは了照寺の境内となっているが、寺域内には土塁や空堀といった遺構が明瞭に残っている場所も在る。但し私有地なのでしっかりと手順を踏んで見学されるが宜しかろうかと。案内板が立てられている。なお、長親が大村城を攻めるに当たって、城内を観察する為に築いたそうけ塚が日方江城の北に在る天神社に残されている。